# اخبار جهان (فیلم)
اخبار جهان (انگلیسی: News of the World) فیلم درام آمریکایی به کارگردانی پل گرینگرس و بازیگری تام هنکس است. این فیلم در ۲۵ دسامبر ۲۰۲۰ توسط یونیورسال استودیوز اکران شد. این فیلم اقتباسی از رمان «اخبار جهان» نوشته پاولت جایلز است. این رمان با نام «خبرخوان» و توسط انتشارات خوب در ایران منتشر شده‌است.

## خلاصه داستان
داستان این فیلم دربارهٔ یک سروان جنگ‌های داخلی آمریکاست که بعد از جنگ برای کسب درآمد به خواندن اخبار روزنامه‌ها برای اهالی شهرهای مختلف می‌پردازد و در جریان یکی از سفرهایش به دختری یتیم برمی‌خورد و سعی می‌کند او را نزد بستگانش ببرد.